# Hylaea squalidaria
Hylaea squalidaria là một loài bướm đêm trong họ Geometridae.